# Слободская, Инна Александровна
Инна Александровна Слободская (в замужестве Шапиро, 12 июня 1926, Москва — 1 мая 2011, Санкт-Петербург) — советская и российская актриса, Заслуженная артистка РСФСР (1979).

## Биография
Фаина (Инна) Слободская родилась в 1926 году в Москве, в семье актёра, мастера художественного слова Александра Кузьмича (Куселевича) Слободского (1894—1962) и Елены Моисеевны Шпигельглас (1899—1970). Родители развелись, когда она была ребёнком, она жила с матерью, а после ареста последней — с отцом. В 1947 году окончила Высшее Московское государственное театральное училище, после чего поступила на сцену Ленинградского театра им. Ленинского комсомола. За сорок лет работы в этом театре сыграла более семи десятков ролей, в том числе в спектаклях Георгия Товстоногова («Гроза» А. Островского) и Геннадия Опоркова («С любимыми не расставайтесь» А. Володина, «Чайка» А. Чехова).
В 1979 году Инне Александровне было присвоено звание «Заслуженный артист РСФСР».
С 1988 года работала в Театре им. В. Комиссаржевской. На этой сцене актриса играла в спектаклях Рубена Агамирзяна, Валерия Гришко, Александра Исакова «Робеспьер», «Обитель теней», «Антиквариат», «Идиот», «Приглашение в замок», «Одолжите тенора», «Месяц в деревне» и др.
Скончалась после тяжелой продолжительной болезни 1 мая 2011 года на 85-м году жизни. Прощание с актрисой состоялось в помещении театра 5 мая 2011 года . Похоронена на Кладбище памяти жертв 9 января.

## Семья
- Муж — Илья Самуилович Шапиро (1923—2003).
- Двоюродная сестра отца — оперная певица Ода Абрамовна Слободская (1888—1970)[3].
- Троюродный брат — писатель-сатирик и сценарист Морис Романович Слободской.

## Награды
- Заслуженная артистка РСФСР (1979)
- орден «Знак Почёта»
- медаль «За доблестный труд»
- медаль «Ветеран труда»

## Творчество

### Роли в кино
- 1975 — Шаг навстречу (новелла «Всего за 30 копеек») — стоматолог
- 1981 — Самоубийство
- 1991 — Любовь — бабушка Маши
- 1999 — В зеркале Венеры — Бабушка
- 2001 — Агентство НЛС (4-я серия) — Екатерина Леопольдовна Пухова
- 2001 — Начальник каруселей
- 2001 — По имени Барон — Фира
- 2001 — Тайны следствия-1 («Гроб на две персоны», фильм 2) — Саида Сабировна
- 2002 — Агентство «Золотая пуля» (23 серия, «Дело о роковой ошибке») — старушка
- 2002 — У нас все дома
- 2005 — Своя чужая жизнь — эпизод
- 2005 — Улицы разбитых фонарей-7 (13-я серия, «Роковое похмелье») — Раиса Карповна
- 2005 — Фаворит — Мария Перекусихина
- 2006 — Короткое дыхание — Анна Семеновна
- 2006 — Свой-чужой — «Графиня» (в титрах — Инна Слобоцкая)
- 2006 — Старые дела (9-я серия) — Анна Максимовна, соседка Романа
- 2008 — Полторы комнаты, или Сентиментальное путешествие на Родину — эпизод

### Озвучивание
- 1981 — Чертенок (Nukitsamees) — Роль И.Эвер